# اواریستو بکالوسی
اواریستو بکالوسی (انگلیسی: Evaristo Beccalossi؛ زادهٔ ۱۲ مهٔ ۱۹۵۶) بازیکن فوتبال اهل ایتالیا است.
از باشگاه‌هایی که در آن بازی کرده‌است می‌توان به باشگاه فوتبال اینتر میلان، باشگاه فوتبال برشا، باشگاه فوتبال مونتسا، و باشگاه فوتبال سمپدوریا اشاره کرد.
وی همچنین در تیم‌های ملی فوتبال زیر ۲۱ سال ایتالیا، و زیر ۲۱ سال ایتالیا، بازی کرده‌است.